# برایان بوون
برایان بوون (انگلیسی: Brian Bowen؛ زادهٔ ۲ اکتبر ۱۹۹۸) بازیکن بسکتبال اهل ایالات متحده آمریکا است.
از باشگاه‌هایی که در آن بازی کرده‌است می‌توان به ایندیانا پیسرز اشاره کرد.